# Santiago Grondona
Santiago Grondona (n. Buenos Aires, 25 de julio de 1998) es un jugador argentino de rugby, que se desempeña como tercera línea, surgido en el Club Champagnat de Pilar, Buenos Aires. Participó en varios de los seleccionados juveniles de su país antes de ser convocado por Los Pumas en 2018, donde debutó el 14 de noviembre de 2020, en ocasión del histórico triunfo frente a los All Blacks.
En 2019 decidió no formar parte de Jaguares y volver a, Champagnat, su club de origen. Se reincorporaría al sistema profesional en el año 2020. En 2021, firmaría con Exeter Chiefs, del Premiership Rugby de Inglaterra. Se quedaría allí hasta principios del 2023, cuando firmaría por tres meses como joker médico en el club francés Pau. En 8 partidos jugados, el tercera línea apoyó dos tries. 
En julio de 2023 regresaría al Premiership, firmando por la temporada 2023/24 con los Bristol Bears. En ese mismo año, recibiría la convocatoria para jugar el Mundial de Rugby 2023 en Francia vistiendo los colores blanquicelestes del seleccionado argentino de rugby.

## Trayectoria
| País       | Club            | Tipo        |
| ---------- | --------------- | ----------- |
| Inglaterra | Bristol Bears   | Profesional |
| Francia    | Section Paloise | Profesional |
| Inglaterra | Exeter Chiefs   | Profesional |
| Argentina  | Jaguares        | Profesional |
| Argentina  | Club Champagnat | Amateur     |